# マハマドゥ・イスフ
マハマドゥ・イスフ（フランス語: Mahamadou Issoufou 、1952年1月1日 - ）は、ニジェールの政治家。ハウサ人。第6代大統領（2011年 - 2021年）。

## 経歴
タウア地区にあるドンダジに生まれた。専門的な技術者で、1980年から1984年にかけて、ニジェールの鉱業会社SOMAIRの事務局長になるまで、鉱山の局長を務めていた。アイサタ・イスフおよび、第二夫人のマリカ・イスフ・マハマドゥと結婚している。
1993年から1994年にかけてニジェールの首相、1995年から1996年にかけてニジェールの国民議会の議長であり、1993年以降全ての大統領選挙に出馬していた。イスフは1990年の設立から、2011年に大統領として当選するまで社会民主主義政党ニジェール民主社会主義党（PNDS-Tarayya）を率いていた。タンジャ・ママドゥの大統領任期中（1999年 - 2010年）、イスフは最大野党のリーダーであった。

### 大統領職
イスフは2011年大統領選挙に勝利した。2011年4月7日、2010年2月19日から民主主義復興最高評議会の議長として政権を握っていたサル・ジボの後任として大統領に就任した。イスフは首相にトゥアレグ人のブリジ・ラフィニを任命した。
2011年7月にイスフの暗殺計画が露見し、ニジェール軍の少佐と中尉、他三人の兵士が逮捕された。2015年12月にはクーデターの企てを阻止したと発表した。2016年大統領選挙では野党勢力が投票をボイコットしたことも手伝って再選。
2019年10月21日に迎賓館赤坂離宮で安倍晋三内閣総理大臣と会談を行い、翌22日の即位礼正殿の儀に参列した。
2010年制定の憲法では3選を禁止しているため、規定に基づき2020年の大統領選挙には立候補しなかった。2021年4月2日、選挙で勝利したモハメド・バズムへ大統領職を譲った。ニジェールの歴史上初めて民主的に大統領に選出され、憲法にのっとって辞任を表明し民主的な政権交代を実現した功績が評価され、2021年3月にイスフはアフリカの優秀な政治家に贈られるモ・イブラヒム賞を受賞した。